# IC 2534
IC 2534 је лентикуларна галаксија у сазвјежђу Шмрк (Пумпа) која се налази на листи објеката дубоког неба у Индекс каталогу.
Деклинација објекта је - 34° 6' 45" а ректасцензија 10h 1m 29,8s. Привидна величина (магнитуда) објекта IC 2534 износи 12,5 а фотографска магнитуда 13,4. IC 2534 је још познат и под ознакама ESO 374-19, MCG -6-22-11, AM 0959-335, PGC 29016.